# Сардикийский собор

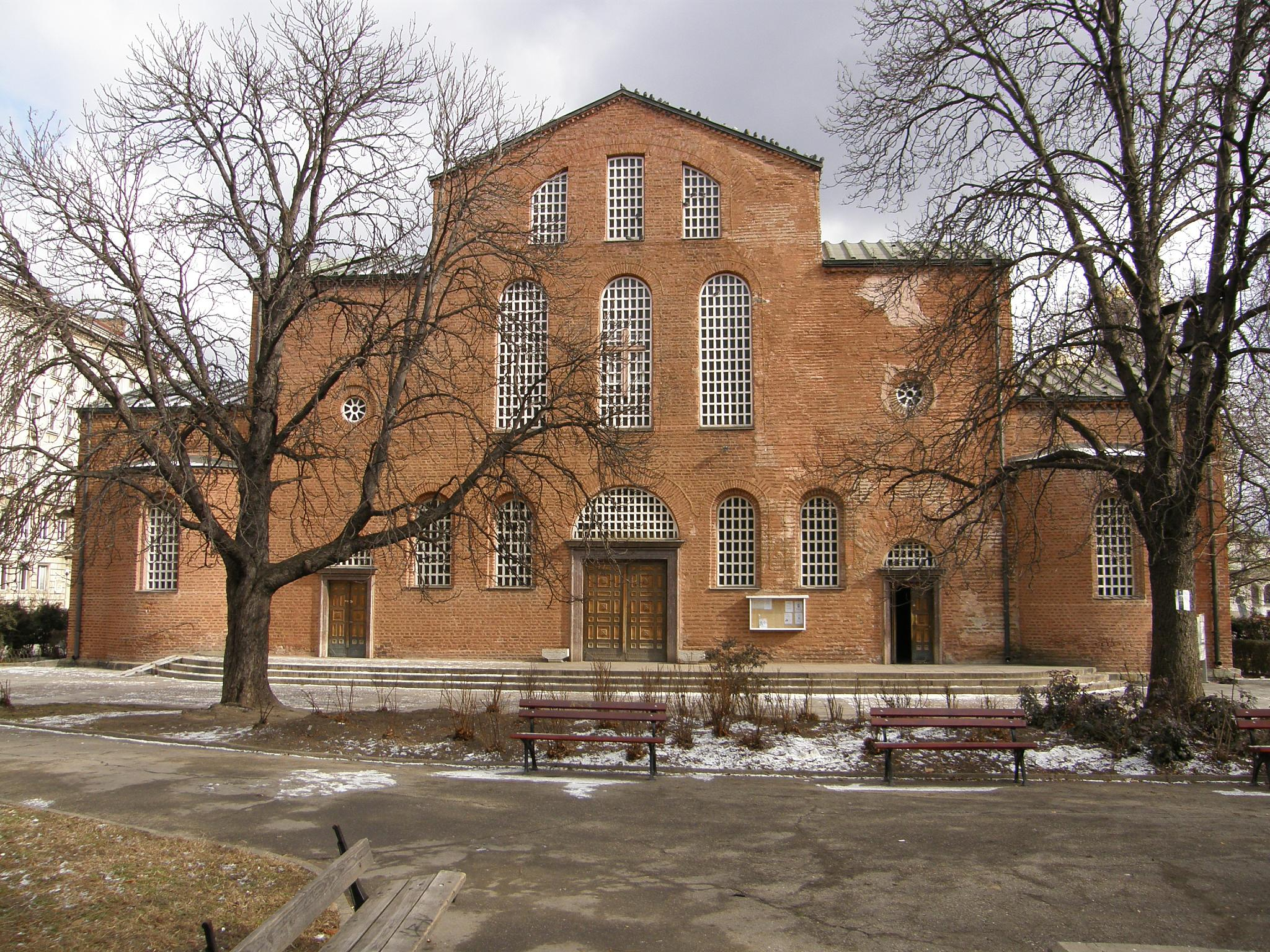
Базилика Святой Софии, в которой проходили заседания Собора

Сардикийский собор — поместный собор христианский церкви, состоявшийся в Сардике (современная София). У Сократа Схоластика и Созомена этот Собор датируется 347 годом, но в XIX веке исследователи пришли к выводу, что Сардикийский собор состоялся в 343 или 344 году. Эта датировка была принята А. С. Павловым и Никодимом (Милашем).
Собор был созван по совместному желанию императоров Константа и Констанция II на границе Восточной и Западной Римских империй. В работе Собора приняли участие как западные (94 делегата), так и восточные (76 делегатов) епископы. Председательствовал Осий Кордовский. Второе место на Соборе занимал сардикский епископ Протоген. О причинах созыва Собора Иоанн Зонара пишет:

Сардикийский Собор был в царствование Констанция, сына Константина Великого. Он, приставши к ереси ариан, употреблял усилия к извращению догматов и определений Первого Собора. Узнав о сем из донесения тогдашнего папы, брат его Констант, владычествовавший в старом Риме, письмом угрожал брату войною, если он не перестанет волновать Церковь и колебать православную веру.

Присутствовавшая на соборе арианская партия попыталась добиться осуждения Афанасия Великого, также прибывшего на собор, но западные епископы, согласные с никейским вероучением, оправдали Афанасия (среди защитников Афанасия был Серватий Маастрихтский). Ариане оставили Сардику и удалились в Филиппополь, где открыли свой особый собор, на котором осудили святителя Афанасия и деяния Сардикийского собора. Об оставшихся в Сардике Сократ Схоластик сообщает, что они «прежде всего осудили их за удаление, потом лишили сана обвинителей Афанасия, и наконец, удержав исповедание никейское, отвергли слово „неподобный“, ещё яснее подтвердили единосущие и, написавши об этом послания, разослали их повсюду».
Собором были приняты 20 правил, вошедших в Православной церкви в общий свод церковного права. Правила были сразу составлены на двух языках: латинском и греческом. Решения собора посвящены вопросам церковного управления и некоторые из правил касаются порядка управления исключительно в западных церквях. Ряд правил собора (3—5) предоставляют в случае споров между епископами обращаться папе римскому для их разрешения. На Западе правила Сардикийского собора некоторое время приписывались Первому Вселенскому собору для придания им особого авторитета.